# Sympistis albicilia
Sympistis albicilia là một loài bướm đêm trong họ Noctuidae.